# الصحيفة المهدية

صورة غلاف كتاب الصحيفة المهدية

الصحيفة المهدية،  كتاب مرتّب على مقدّمة واثني عشر بابًا وخاتمة. قد اشتهر الكتاب في الألسنة وانتشر في البلاد والأمكنة بلغات مختلفة في طبعات كثيرة، وهو من أجلّ الكتب التي ألّفت في الأدعية. يحتوي الكتاب على مجموعة من الصلوات والأدعية والزيارات الصادرة عن الناحية المقدّسة أو الواردة عن ساير المعصومين حول المهدي. مؤلفه السيّد مرتضي المجتهدي السيستاني.

## محتوي الكتاب
يحتوي كتاب «الصحيفة المهدية» على مجموعة من الصلوات والأدعية والزيارات التي وردت عن محمد بن الحسن المهدي أو التي نقلت وذكرت حوله. ويضم هذا الكتاب بالإضافة إلى المقدمة تلك اثنا عشر فصلاً وخاتمة وتفتح كل واحدة من تلك الفصول والمواضيع ابواباً وطرقاً أمام القارئ للعناية والتوجه صوب القضية المهدوية والمهدي وهي كالتالي :

## فصول الكتاب
- الفصل الأول : الصلوات
- الفصل الثاني : أدعية القنوت
- الفصل الثالث : الأدعية الواردة بعد الصلوات
- الفصل الرابع : أدعية أيام الأسبوع
- الفصل الخامس : أدعية كل شهر
- الفصل السادس : الأدعية غير المخصصة والمعينة بيوم خاص من أيام الأسبوع.
- الفصل السابع : التوسل بالإمام بقية الله الاعظم.
- الفصل الثامن : العرائض والرسائل
- الفصل التاسع : الاستخارات
- الفصل العاشر : الأدعية التي نقلها الإمام المهدي عن آبائه وأجداده المعصومين.
- الفصل الحادي عشر : الزيارات
- الفصل الثاني عشر : زيارات نواب الإمام صاحب العصر والزمان وبعض الادعية المنقولة عن أصحابه.
- واما خاتمة الكتاب فقد تضمنت بعض من الأعمال العبادية التي ارتضاها الإمام المهدي ووقعت مورداً لتوجه وعناياته والطافة.

ويحتوي هذا الكتاب القيم على أكثر من 170 صلاة ودعاء وزيارة.

## وصلات خارجية
- الصحيفة المهدية